# Jurgiewicz
Jurgiewicz – polski herb szlachecki z nobilitacji.

## Opis herbu
W polu złotym głowa jelenia na wprost naturalna.
Klejnot: pięć piór strusich.
Labry: na górze błękitne, podbite złotem, na dole czerwone, podbite złotem.
Józef Szymański opisuje barwy herbu jako nieznane.

## Najwcześniejsze wzmianki
Nadany 17 września 1585 Janowi Jurgiewiczowi, rotmistrzowi piechoty węgierskiej i Kasprowi Jurgiewiczowi. Anna Wajs pisze, że nobilitacja objęła tylko Kacpra, nastąpiła w 1580 i była nagrodą za odwagę stryja - Jana, poległego pod Wielkimi Łukami. Ponadto, Kaspra miano według niej przypuścić do herbu Napiwon.

## Herbowni
Jurgiewicz.